# Relazioni bilaterali tra Croazia e Montenegro
Le relazioni croato-montenegrine sono relazioni estere tra Croazia e Montenegro. Entrambi i paesi sono membri a pieno titolo del Consiglio d'Europa e della NATO. La Croazia è un membro dell'UE e il Montenegro è un paese candidato all'adesione all'UE. Dalla fine della guerra d'indipendenza croata, i rapporti sono stati in gran parte amichevoli, ma rimane una disputa sul confine.
Il montenegrino e il croato, lingue ufficiali rispettivamente di Montenegro e Croazia, sono mutuamente intelligibili, essendo una varietà standard della lingua serbo-croata.

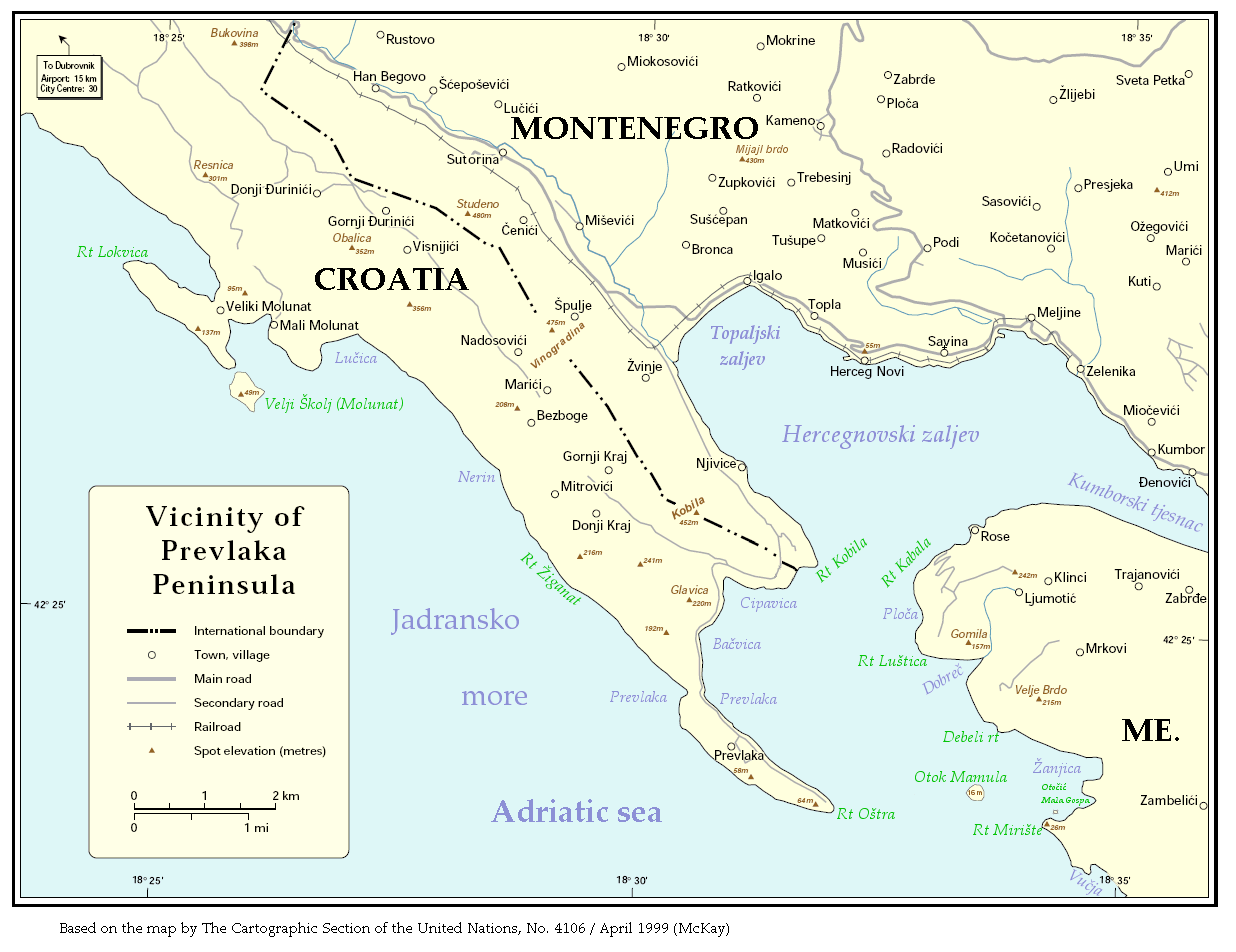
Mappa della parte contesa del confine tra i due paesi

Alla fine del 2002, Croazia e Serbia e Montenegro hanno adottato un accordo provvisorio per risolvere una contesa sulla penisola di Prevlaka all'accesso della baia di Cattaro a favore della Croazia, consentendo il ritiro della missione di monitoraggio delle Nazioni Unite. Questo accordo si applica al Montenegro sin dalla sua indipendenza. I paesi hanno deciso di risolvere tutte le possibili controversie presso la Corte internazionale di giustizia dell'Aia.
La Croazia ha riconosciuto l'indipendenza del Montenegro il 12 giugno 2006. Entrambi i paesi hanno stabilito relazioni diplomatiche il 7 luglio 2006. La Croazia ha un'ambasciata a Podgorica e un Consolato generale a Cattaro. Il Montenegro ha un'ambasciata a Zagabria.
Le relazioni tra i due paesi sono promosse attraverso la Società di amicizia croato-montenegrina "Croatica-Montenegrina".